# Dosinia funiculata
Dosinia funiculata is een tweekleppigensoort uit de familie van de Veneridae. De wetenschappelijke naam van de soort is voor het eerst geldig gepubliceerd in 1862 door Römer.